# Топологическое тело
Топологическое тело — тело, наделённое топологией, согласованной с основными операциями, то есть топологическое кольцо с единицей, в котором на всех ненулевых элементах определена непрерывная операция взятия обратного элемента.
Основной результат о топологических телах получен Львом Понтрягиным в 1931 году: всякое локально компактное связное топологическое тело является либо полем вещественных чисел, либо полем комплексных чисел, либо телом кватернионов. Колмогоров использовал этот результат при прямом построении действительной и комплексной проективной геометрии.
Теорема Ковальского: локально компактное несвязное тело {\displaystyle L} всюду разрывно, то есть не содержит связных подмножеств, и могут иметься два взаимно исключающих случая:
- тело {\displaystyle L} имеет характеристику нуль, и тогда в нём содержится поле {\displaystyle K_{0}^{P}=K} {\displaystyle p}-адических чисел;
- тело {\displaystyle L} имеет характеристику {\displaystyle p} и тогда в нём содержится поле {\displaystyle K_{t}^{P}=K} рядов относительно некоторого {\displaystyle t}.

В обоих случаях элементы поля {\displaystyle K} перестановочны по умножению с элементами тела {\displaystyle L} и имеется конечный линейный базис тела {\displaystyle L} над полем {\displaystyle K}. Именно, такая система элементов {\displaystyle e,l_{1},\dots ,l_{\nu }} что каждый элемент {\displaystyle x\in L} записывается в виде {\displaystyle x=x_{0}l_{0}+x_{1}l_{1}+\dots +x_{\nu }l_{\nu }} ({\displaystyle x_{i}\in K}).